# Maków (Silésie)
Pour les articles homonymes, voir Maków.
Maków est une localité polonaise de la gmina de Pietrowice Wielkie, située dans le powiat de Racibórz en voïvodie de Silésie.